# Pittosporum verticillatum
Pittosporum verticillatum là một loài thực vật có hoa trong họ Pittosporaceae. Loài này được Bojer miêu tả khoa học đầu tiên năm 1842.